# خسوس ساوینیه
خسوس ساوینیه (اسپانیایی: Jesús Savigne‎؛ زادهٔ ۱۵ مارس ۱۹۵۳) بازیکن والیبال اهل کوبا بود.
وی در مسابقات کشوری و بین‌المللی در مجموع برندهٔ ۱ مدال برنز شده‌است.